# Castello di Veggiola
Il castello di Veggiola è un castello situato nell'omonima frazione del comune italiano di Gropparello, in provincia di Piacenza. L'edificio è situato nella val Riglio, sulla sponda destra dell'omonimo torrente.

## Storia
All'inizio del XIV secolo il castello, all'epoca di proprietà di Galluccino Fulgosio, rappresentò una delle basi più importanti per la fazione guelfa piacentina nell'ambito della lotta che vedeva contrapposte quest'ultima, capitanata da Alberto Scotti, al signore di Milano Galeazzo I Visconti: durante quel periodo il forte fornì rifugio a un gran numero di nobili guelfi in fuga dalla città, tra cui Guglielmo Ripaltone che aveva partecipato a diverse incursioni notturne contro la fazione nemica a Piacenza e presso il castello di Montechiaro.
Nel 1315 Galluccino firmò una pace parziale con Galeazzo Visconti; l'accordo resse fino al 1322 quando le forze viscontee, poste sotto il comando di Oberto del Cairo, Bernabò Landi e Bernardo Anguissola attaccarono e saccheggiarono il castello, nonostante la difesa tenuta da Bardello Fulgosio. Dopo circa un mese il castello fu oggetto di un secondo attacco da parte delle forze viscontee.
Nel 1385 Bianca Fulgosio, ultima discendente del ramo principale della famiglia Fulgosio e signora, oltreché del castello di Veggiola, anche dei fortilizi di Gropparello, Fiorenzuola e Groppoducale, morì senza eredi maschi, lasciando la proprietà del maniero ai nipoti.
Nel 1515 il castello ospitò al suo interno dei soldati spagnoli in fuga dalla città di Piacenza in seguito all'occupazione di quest'ultima da parte dei francesi; durante la loro permanenza questi soldati razziarono più volte, con il favore della famiglia Fulgosio che aveva messo loro a disposizione il castello così come altre proprietà, le campagne e le ville circostanti, tra cui le proprietà del conte Giacomo Anguissola di Montesanto, nemico dei Fulgosio.
L'edificio venne ricostruito a partire dal 1550 dall'architetto e ingegnere imperiale Domenico Gianelli da Siena su commissione di Gian Francesco Della Veggiola. Nel 1558 l'edificio risultava di proprietà delle famiglie Fulgosio della Veggiola, Rubini e Casati. Nel settembre 1563 Bernardo della Veggiola cedette la proprietà di gran parte dell'edificio al marchese Francesco Visconti di Brignano per un importo di 36 000 lire. Tre anni più tardi il Visconti divenne proprietario dell'intera costruzione acquistando l'ultima porzione non in suo possesso da Filippo Rocca. Dopo la morte di Francesco, il complesso fu ceduto nel 1572 dalla vedova a Ludovico Casati.
Nel 1630 l'edificio venne avocato dalla Camera Ducale dopo la morte del conte Ottavio Casati, tuttavia la madre del conte, Barbara Bigoni Montesanti avviò una disputa chiedendo che il castello fosse assegnato a sua figlia Ortensia, moglie del conte Barattieri.. Mentre le dispute continuavano il complesso fu assegnato ai conti Paveri Fontana nel 1633. Le dispute legali continuarono fino al 1696 quando il conte Carlo Francesco Barattieri ottenne la conferma dell'investitura della propria famiglia a proprietaria del castello. In questo periodo l'edificio subì anche varie trasformazioni che lo portarono ad assumere la fisionomia di dimora signorile. Il forte rimase nelle disponibilità dei Barattieri di Veggiola fino alla prima metà del XVIII secolo quando si estinsero, a seguito della morte del conte Paolo, a cui subentrò come erede il nipote Fabio Petrucci. I discendenti del Petrucci mantennero il castello fino alla metà dell'Ottocento quando esso venne alienato dalla contessa Bianca, consorte del marchese Emilio Malvezzi Campeggi. In seguito, fu di proprietà della famiglia Ghirardelli, dei signori Gasperini e, infine, dell’avvocato Vincenzo Cairo che ne promosse importanti restauri.
Nel 1969 il castello fu scelto, insieme ad altri luoghi del piacentino tra cui il parco provinciale Monte Moria, tra le location in cui fu girato il film I lupi attaccano in branco, diretto da Phil Karlson e Franco Cirino nel quale appaiono, tra gli altri, gli attori Rock Hudson, Giacomo Rossi Stuart e Sergio Fantoni.

## Struttura
Il castello è realizzato in pietra e presenta una struttura quadrangolare con un cortile interno su cui si affaccia un loggiato realizzato negli ultimi anni del XVII secolo. Il corpo principale è affiancato da un mastio a base rettangolare e da altri due corpi di fabbrica. Originariamente era circondato da una cinta muraria della quale sono visibili alcuni resti. Sul fronte anteriore si trovava un ponte levatoio, del quale rimangono solo gli incastri a sovrastare quello che inizialmente era il portale di accesso all'interno.
All'interno si trovano dei saloni con soffitti a cassettoni, uno dei quali conserva al suo interno un caminetto decorato con lo stemma della famiglia Barattieri, simbolo riportato anche nel piccolo oratorio che venne restaurato per volere della famiglia nel 1670.